# Zosima (Jeriemiejew)
Zosima, imię świeckie Zotik Jeriemiejew (ur. 1941 w Sîrcova, zm. 15 sierpnia 2023.) – duchowny Rosyjskiej Prawosławnej Cerkwi Staroobrzędowej, od 2005 biskup doński i kaukaski.

## Biografia
Urodził się w Mołdawii. Chirotonię biskupią otrzymał 21 października 1993. Do 2005 sprawował urząd biskupa kiszyniowskiego.